# Charmaine Reid
Charmaine Reid (* 3. November 1973 in Niagara Falls, Ontario) ist eine kanadische Badmintonspielerin.

## Karriere
Charmaine Reid nahm 2004 im Dameneinzel und -doppel an Olympia teil. Sie verlor jedoch in beiden Disziplinen schon in Runde und wurde somit jeweils 17. in der Endabrechnung. International erfolgreich war sie unter anderem in Suriname, Peru, Kuba, Rumänien und Bahrain. Ebenso wurde sie Panamerikameisterin und Carebaco-Meisterin.

## Sportliche Erfolge
| Saison | Veranstaltung                 | Disziplin   | Platz | Name                             |
| ------ | ----------------------------- | ----------- | ----- | -------------------------------- |
| 1998   | Suriname International        | Damendoppel | 1     | Denyse Julien / Charmaine Reid   |
| 1998   | Peru International            | Damendoppel | 1     | Charmaine Reid / Kara Solmundson |
| 1998   | Peru International            | Mixed       | 1     | Iain Sydie / Charmaine Reid      |
| 1999   | Canadian Open                 | Dameneinzel | 1     | Charmaine Reid                   |
| 2004   | Carebaco-Meisterschaft        | Damendoppel | 1     | Helen Nichol / Charmaine Reid    |
| 2004   | Olympia                       | Dameneinzel | 17    | Charmaine Reid                   |
| 2004   | Olympia                       | Damendoppel | 17    | Charmaine Reid / Helen Nichol    |
| 2004   | Carebaco-Meisterschaft        | Dameneinzel | 1     | Charmaine Reid                   |
| 2005   | Kanada: Einzelmeisterschaften | Damendoppel | 1     | Charmaine Reid / Helen Nicol     |
| 2005   | Carebaco-Meisterschaft        | Dameneinzel | 1     | Charmaine Reid                   |
| 2005   | Carebaco-Meisterschaft        | Damendoppel | 1     | Charmaine Reid / Helen Nichol    |
| 2005   | Giraldilla International      | Damendoppel | 1     | Helen Nichol / Charmaine Reid    |
| 2005   | Panamerikameisterschaft       | Damendoppel | 1     | Helen Nichol / Charmaine Reid    |
| 2005   | Panamerikameisterschaft       | Dameneinzel | 1     | Charmaine Reid                   |
| 2006   | Kanada: Einzelmeisterschaften | Dameneinzel | 1     | Charmaine Reid                   |
| 2006   | Kanada: Einzelmeisterschaften | Damendoppel | 1     | Charmaine Reid / Helen Nicol     |
| 2007   | Panamerikameisterschaft       | Damendoppel | 1     | Fiona McKee / Charmaine Reid     |
| 2007   | Romanian International        | Damendoppel | 1     | Fiona Mckee / Charmaine Reid     |
| 2007   | Kanada: Einzelmeisterschaften | Damendoppel | 1     | Charmaine Reid / Fiona McKee     |
| 2007   | Kanada: Einzelmeisterschaften | Dameneinzel | 1     | Charmaine Reid                   |
| 2008   | Bahrain International         | Damendoppel | 1     | Charmaine Reid / Nicole Grether  |
| 2010   | Croatian International        | Damendoppel | 1     | Nicole Grether / Charmaine Reid  |
| 2010   | Peru International            | Damendoppel | 1     | Nicole Grether / Charmaine Reid  |
| 2012   | Carebaco-Meisterschaft        | Damendoppel | 1     | Nicole Grether / Charmaine Reid  |
| 2013   | Boston Open                   | Damendoppel | 1     | Nicole Grether / Charmaine Reid  |